# Bashkia e Krujës
Bashkia e Krujës är en kommun i Albanien.   Den ligger i prefekturen Qarku i Durrësit, i den norra delen av landet, 19 kilometer norr om huvudstaden Tirana.
I omgivningarna runt Bashkia e Krujës växer i huvudsak blandskog.  Runt Bashkia e Krujës är det tätbefolkat, med 427 invånare per kvadratkilometer.